# Santa Rosa (Tilarán)
Santa Rosa è un distretto della Costa Rica facente parte del cantone di Tilarán, nella provincia di Guanacaste.